# Rosalina Ximenes

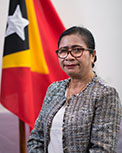
Rosalina Ximenes

Rosalina Ximenes (* 7. März 1963 in Uacala, Baucau, Portugiesisch-Timor) ist eine Politikerin aus Osttimor.

## Werdegang

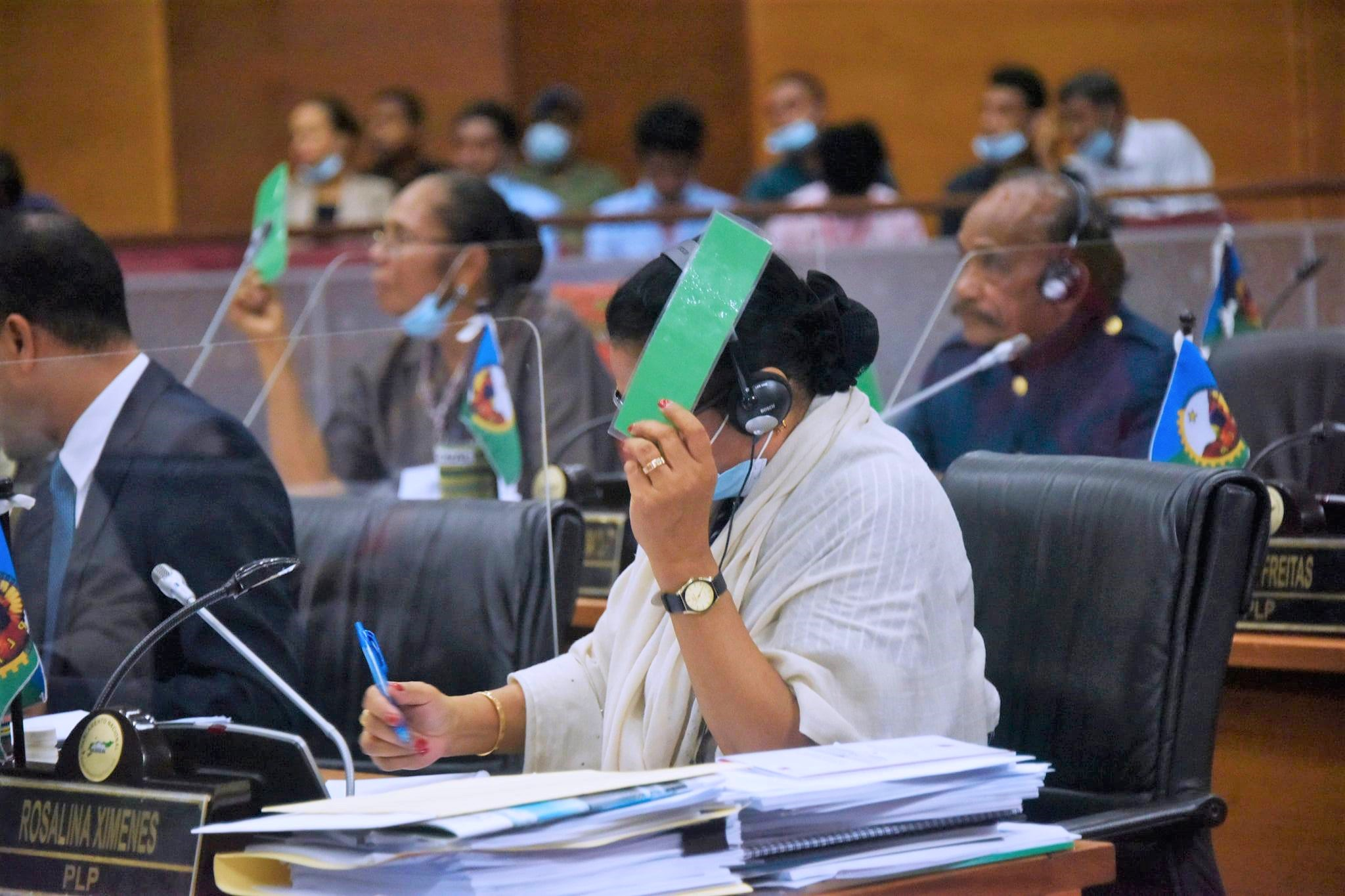
Rosalina Ximenes bei einer Abstimmung im Parlament (2020)

Ximenes hat einen Bachelor-Abschluss in Jura inne.
Auf dem ersten Nationalkongress des Partidu Libertasaun Popular (PLP) Ende Mai 2017 wurde Ximenes zur dritten von sechs Stellvertretern des Parteivorsitzenden Taur Matan Ruak gewählt. Über Listenplatz 3 gelang Ximenes bei den Parlamentswahlen 2017 der Einzug als Abgeordneter ins Nationalparlament Osttimors. Hier war sie Sekretärin der Kommission für Wirtschaft und Entwicklung (Kommission D). Bei den vorgezogenen Neuwahlen 2018 stand Ximenes auf Platz 18 der Aliança para Mudança e Progresso (AMP), zu der auch die PLP gehört, und kam erneut in das Parlament. Ximenes wurde Vizepräsidentin der Kommission für Öffentliche Finanzen (Kommission C). Bei den Parlamentswahlen 2023 gelang Ximenes der Wiedereinzug auf Listenplatz 9 der PLP nicht, da die Partei nur vier Sitze gewann.